# Parafia Najświętszego Serca Pana Jezusa w Stróży
Parafia Najświętszego Serca Pana Jezusa w Stróży – parafia rzymskokatolicka, należąca do diecezji tarnowskiej i dekanatu tymbarskiego. Obejmuje miejscowość Stróża. Odpust parafialny obchodzony jest w niedzielę w Oktawie Bożego Ciała.

## Historia
Początkowo Stróża należała do parafii św. Mikołaja Biskupa w Skrzydlnej. W 1957 biskup Piotr Stepa powołał tu osobny rektorat, z siedzibą w miejscowej kaplicy, a 6 grudnia 1982 biskup Jerzy Ablewicz erygował samodzielną parafię.
W 1997 roku kaplicę przebudowano i znacznie powiększono.
Do 2025 proboszczem był ksiądz kanonik Eugeniusz Kamionka. Od 2025 proboszczem jest ks. Antoni Gabryś. 

## Kościół
Kościół parafialny w Stróży powstał po rozbudowie istniejącej tu wcześniej kaplicy. Nosi wezwanie Najświętszego Serca Pana Jezusa.